# Alex Timbers
Alex Timbers (Nova Iorque, 7 de agosto de 1978) é um diretor de teatro, diretor de televisão, roteirista, produtor e dramaturgo estadunidense, e ganhador dos prêmios Tony, Globo de Ouro, Drama Desk, Outer Critics Circle e London Evening Standard, bem como dois OBIE e Lucile Lortel Awards. Ele recebeu o Prêmio Fundador da Drama League de 2019 por Excelência em Direção e o Prêmio Jerome Robbins de Direção de 2016. Ele foi indicado ao Prêmio Grammy de 2020. Por seu trabalho no Moulin Rouge! The Musical, Timbers ganhou o prêmio Tony em 2021 de Melhor Diretor de Musical.
Seus créditos de direção na Broadway incluem Moulin Rouge! The Musical, Beetlejuice, American Utopia, Oh Hello! On Broadway, Rocky, Peter and the Starcatcher, Bloody Bloody Andrew Jackson e The Pee-wee Herman Show.
Seus créditos fora da Broadway incluem Here Lies Love, de David Byrne e Fatboy Slim, pelo qual ele ganhou o Lucille Lortel Award de Melhor Diretor e o London Evening Standard Award, e The Robber Bridegroom, que ganhou o Lucille Lortel Award 2016 de Melhor Revival.
Para a TV, Timbers dirigiu e foi produtor-executivo de John Mulaney: Kid Gorgeous at Radio City e Ben Platt Live from Radio City Music Hall, ambos para a Netflix. Ele foi cocriador da série da Amazon, Mozart in the Jungle, que ganhou o Globo de Ouro 2016 de Melhor Série de Televisão - Musical ou Comédia. Oh Hello! On Broadway foi filmado para a Netflix, The Pee-wee Herman Show foi filmado para a HBO e recebeu uma indicação ao Emmy, e American Utopia estreou na HBO em 2020.

## Início de vida
Timbers cresceu na cidade de Nova Iorque. Quando ele tinha 15 anos, ele se mudou para Illinois e estudou na Lake Forest High School. Ele então foi para a Universidade de Yale onde se formou.

## Broadway
Em 2009, Bloody Bloody Andrew Jackson estreou no Public Theater e recebeu ótimas críticas com a direção de Timbers. O show foi coescrito por Timbers e Michael Friedman. Voltou ao público no ano seguinte, estendeu-se três vezes e se tornou o segundo show de maior bilheteria na história da instituição no centro da cidade. Foi transferido para o Teatro Bernard B. Jacobs na Broadway em 20 de setembro de 2010. O show ganhou um Lucille Lortel Award, um Outer Critics Circle Award e um prêmio Broadway.com de Melhor Musical. Timbers ganhou o Drama Desk Award de Melhor Livro de Musical e foi indicado ao Tony por seu livro, bem como ao Outer Critics Circle Award por sua direção.
Em março de 2011, Timbers codirigiu com Roger Rees, Peter and the Starcatcher para a Disney no New York Theatre Workshop. O show abriu com uma crítica entusiasmada de Ben Brantley no The New York Times, e Timbers ganhou o Prêmio Obie de Direção 2011. A produção foi o show de venda mais rápida da história da New York Theatre Workshop e se estendeu três vezes. Em março de 2012, Timbers e Rees codirigiram Peter and the Starcatcher na Broadway. Posteriormente, foi nomeado para nove Tony Awards e ganhou cinco.
Em 2016, Timbers dirigiu a comédia Oh Hello! On Broadway, escrito e estrelado por Nick Kroll e John Mulaney. O show começou com ótimas críticas, recuperou sua capitalização e foi filmado para a Netflix.
Em 2018, Timbers dirigiu o teste fora da cidade de Moulin Rouge! The Musical, baseado no filme vencedor do Oscar, no Emerson Colonial Theatre, em Boston. Em julho de 2019, ele dirigiu o show na Broadway, no Al Hirschfeld Theatre. Em 2021, a produção foi indicada para 14 prêmios Tony e ganhou 10, incluindo Melhor Musical. Por seu trabalho na produção, Timbers ganhou o prêmio Tony em 2021 e o prêmio 2020 Outer Critics Circle de Melhor Diretor de Musical e foi indicado ao Prêmio Grammy de 2020. O show também ganhou o prêmio de Melhor Musical em 2020 Outer Critics Circle Awards e 2020 Drama League Awards.
Em setembro de 2019, Timbers atuou como Consultor de Produção em American Utopia no Emerson Colonial Theatre em Boston. Em outubro de 2019, o show estreou na Broadway, no Hudson Theatre. "American Utopia" foi considerado "o melhor show ao vivo de todos os tempos" pela revista NME. O show se recuperou e foi nomeado para muitas listas de fim de ano da crítica. O show foi filmado para a HBO pelo diretor Spike Lee. Em 2021, American Utopia reabriu no St. James Theatre e recebeu um prêmio especial Tony em 2021.

## Fora da Broadway
Por Gutenberg! The Musical!, Timbers foi indicado ao Drama Desk Award de Melhor Diretor de Musical. Por Hell House, Timbers foi nomeado para um Drama Desk Award por Outstanding Theatrical Experience. Sua produção de Dixie's Tupperware Party foi indicada para o Drama Desk Award por Melhor Performance Solo. Timbers concebeu e dirigiu A Very Merry Unauthorized Children's Scientology Pageant, pelo qual ele e o escritor Kyle Jarrow ganharam um Obie Award. Timbers também ganhou dois prêmios Garland pela produção subsequente de Los Angeles, e seu revival de 2006 foi anunciado pelo The New York Times como o "Melhor Reavivamento do Ano".
Em agosto de 2013, Timbers e o compositor de Bloody Bloody Andrew Jackson, Michael Friedman, se reuniram para uma versão musical da peça Love's Labour's Lost, que apareceu como parte de Shakespeare in the Park no Delacorte Theatre. Foi indicado para o Drama Desk Award de Melhor Musical de 2014.
Em 2013 e novamente em 2014, Timbers dirigiu Here Lies Love no Public Theatre de Nova York, um clube musical envolvente sobre Imelda Marcos apresentando a música de David Byrne e Fatboy Slim, pelo qual ganhou o Lucille Lortel Award de Melhor Diretor. O show foi estendido no Public Theatre três vezes, tornando-se o segundo show mais longo da história do teatro, e fez parte de várias listas de "Os Melhores do Ano", incluindo The New York Times, The New York Post, The New York Daily News, Time, The Hollywood Reporter, Time Out, New York Magazine e Vogue. Ele também foi nomeado para Drama Desk e Outer Critics Circle Awards de Melhor Diretor.
Em 2014, Timbers dirigiu Here Lies Love no National Theatre de Londres. Timbers, Byrne e Fatboy Slim ganharam o London Evening Standard Beyond Theatre Award "por expandir os limites dos musicais".
Em 2016, Timbers dirigiu uma remontagem de The Robber Bridegroom para a Roundabout Theatre Company, que ganhou o prêmio Lucille Lortel de 2016 de Melhor Revival.

## Les Freres Corbusier
Ao longo de 2015, Timbers atuou como Diretor Artístico da premiada companhia de teatro experimental Les Freres Corbusier, que ele cofundou em 2003. As produções de Les Freres incluíram Dance Dance Revolution, Bloody Bloody Andrew Jackson, Hell House, Heddatron, e Hoover Comes Alive!.

## Filmografia
- Ben Platt Live from Radio City Music Hall - Codiretor e produtor executivo
- John Mulaney: Kid Gorgeous at Radio City - Diretor, Produtor Executivo
- Oh Hello! On Broadway - Diretor de Encenação, Produtor Executivo
- Mozart in the Jungle - Cocriador, Co-Produtor Executivo, Escritor
- The Pee-wee Herman Show - Diretor de Encenação
- Toto (2024) - Diretor

Ele cocriou com Jason Schwartzman, Roman Coppola e Paul Weitz, a série Mozart in the Jungle da Amazon Studios. Ele atuou como co-produtor executivo em todos os episódios.
Para John Mulaney: Kid Gorgeous at Radio City, Mulaney ganhou o prêmio Primetime Emmy de Melhor Roteiro para um Especial de Variedade em 2018. John Mulaney: Kid Gorgeous at Radio City atualmente detém uma aprovação de 100% no Rotten Tomatoes.
Timbers está atualmente dirigindo o longa-metragem de animação, Toto, para o Warner Animation Group, com animação fornecida pela Animal Logic.